# Aggro Berlin
Aggro Berlin é uma editora independente de rap da Alemanha.